# Luca Bonaccorsi
Luca Bonaccorsi (Roma, 15 settembre 1969) è un giornalista e conduttore televisivo italiano.

## Biografia
Cognato di Ivan Gardini (figlio di Raul), che aveva sposato sua sorella Ilaria, Bonaccorsi ha lavorato come esperto di finanza in alcuni importanti gruppi bancari (BNP Paribas, Antonveneta e ABN AMRO), prima di rivolgersi al settore editoriale. Nel 2006 Gardini, che in precedenza aveva acquistato Avvenimenti, assieme al cognato ne cambia denominazione in Left, con conseguente abbandono polemico dell'allora direttore Giulietto Chiesa.
Nel 2008 insieme a Pino Di Maula e Massimo Serafini fonda Terra, il primo quotidiano ecologista d'Italia. Nel 2009 sostituisce Di Maula alla direzione del giornale. Circa due anni dopo, il 12 novembre 2011, decide di lasciare la direzione del quotidiano con un editoriale polemico per forti contrasti con il presidente dei "Verdi" legati a motivi politici ed economici. Il quotidiano cessa le pubblicazioni a dicembre. Prima di cedere la direzione a Emanuele Giordana, Bonaccorsi trasforma Terra, di cui è anche editore, in un mensile ecologista.
Dal 28 settembre 2012 inizia a condurre in prima serata su LA7d il programma di ecologia Arriva Mr. Green. Nello stesso anno diventa ospite fisso della trasmissione Cristina Parodi Live.

## Vita privata
Il 15 dicembre 2012 sposa a Milano la conduttrice Geppi Cucciari, da cui si è successivamente separato nel novembre 2016.